# Álvaro Briones
Álvaro Luis Briones Ramírez (1949) es un ingeniero comercial, escritor, diplomático y político chileno, militante del  Partido Socialista (PS), en 1973 pertenecía a las posiciones más extremas de dicho partido, siendo miembro del comité de dirección de la revista La Aurora de Chile.
Durante el gobierno del presidente Patricio Aylwin se desempeñó como subsecretario de Economía, entre 1992 y 1994, para luego ejercer —en el gobierno de Eduardo Frei Ruiz-Tagle— como embajador de Chile en España (1994) e Italia (1998), donde organizó un encuentro entre militares y políticos chilenos para tratar la transición democrática a la cual asistió el candidato presidencial (futuro presidente de la República), Ricardo Lagos, y el general (futuro comandante en jefe del Ejército), Juan Emilio Cheyre —que fungía como agregado militar en España—.

## Trayectoria pública
Luego del golpe de Estado del 11 de septiembre de 1973, se exilió en México, regresando a Chile en 1985. Desde ese entonces trabajó activamente en organizaciones sociales y políticas a favor de la recuperación democrática —como la Concertación—, participando en la campaña presidencial de Patricio Aylwin en 1989. Aylwin, una vez electo, —en un cambio de gabinete— en septiembre de 1992, lo designó como subsecretario de Economía, ejerciendo el cargo hasta del final del gobierno en marzo de 1994.
Desde octubre de 2006 se desempeñó como asesor principal del entonces secretario general de la Organización de Estados Americanos (OEA), José Miguel Insulza. Allí apoyó fuertemente el informe sobre drogas que elaboró la OEA. Asimismo, entre julio de 2009 y marzo de 2010, ejerció como director del Departamento de Prensa, y entre julio de 2012 y marzo de 2013 como director del Departamento de Seguridad Pública, del mismo organismo.
Como director del Departamento de Seguridad Pública dirigió la planificación, desarrollo estratégico y estructuración de las actividades, programas y proyectos en sede y en los países miembros de la OEA; analizó y negoció proyectos con los países en los que éstos se desarrollarían y con donantes; aprobó gastos asignó personal y evaluó su desempeño, entre otras funciones.
A mediados de 2013 se radicó nuevamente en México, donde ha sido autor de varios libros y artículos.

## Estudios
Es ingeniero comercial, doctor en economía de la Universidad Nacional Autónoma de México (UNAM). Ha sido académico en Chile, México, Venezuela, Colombia, Honduras y España.

## Obra escrita
Ha sido autor de los siguientes libros:
- Los conglomerados trasnacionales y la integración (1972)
- Economía y política del fascismo dependiente (1978)
- La economía es política (1987)
- El zorro con espinas: reflexiones desde un nuevo socialismo (1990)
- Transición y política de CORFO (1990)
- Como un país natal (1998)
- La pata coja y la transición infinita (1999)
- Cosas que el tiempo dejó atrás (2018)[3]